# مجلة أبولودور
مجلة أبولودور (بالفرنسية: Appollodor) مجلة سورية تهتم بالعمارة والفن الديكور، أسست في باريس ودمشق عام 2006 بمبادرة من النحات آصف شاهين والباحث في جامعة السوربون فادي شاهين بالإضافة إلى العديد من الاخصائيين ذوي الكفاءات العالية في العمارة والفن والديكور، صدر أول عدد من أبولودور في نيسان عام 2007, وبعد ذلك توالت الأعداد بشكل فصلي.
تقول أبولودور عن نفسها بأنها تهدف إلى تنمية الذوق الجمالي عند غير المختصين، بالرغم من توجهها إلى المختصين.
بالإضافة إلى ذلك تهتم المجلة بالطاقة البديلة ولديها تحيز نحو العمارة البيئية على سبيل المثال.
تقوم المجلة على فريق مختص ولديها حضور في أهم العواصم الأوروبية مثل باريس وروما...كما تنشر مقالات بالعربية والإنكليزية والفرنسية.

## من هو أبولودور
هو مهندس سوري ولد في دمشق حوالي عام 60 م، ربطته مع امبراطور روما تراجان علاقة قوية ـ وكانت سوريا في تلك الحقبة جزء من الأمبراطورية الرومانية ـ بنى عدة أعمال خلدت اسمه مثل الجسر العظيم على نهر الدانوب. وقد قيل عن ذلك المهندس الكثير فمثلاً قال الشاعر اللاتيني جوفينال: إن العاصي السوري أخذ يصب مياهه منذ وقت طويل في نهر التيبر حاملاً معه لغته وعاداته.

## مواضيع المجلة الرئيسية
إن تركيز المجلة على المواضيع المدرجة أدناه لا يعني انحصارها بها فابالإضافة للمواضيع الرئيسية قد نحد عمارة تايخية واباس تاريخي على سبيل المثال ؛ أما عن المواضيع الأساسية فهي:
- الديكور

تنشر المجلة مقالات عن الديكور الداخلي والديكور الخارجي بالإضافة إلى مقابلات مع مهندسين يهتمون بهذا الموضوع ونشر أعمالهم ورؤاهم في مجال الديكور والهندسة الداخلية.
- العمارة البيئية

المجلة متحيزة للعمارة البيئية كما تعرف نفسها ولهذا السبب نجد الكتير من المقالات والتضمينات عن العمارة البيئية واستخدام مواد صديقة للبيئة، وتعريف القراء بهذا الموصوع
- العمارة التاريحية

- مشاريع التخرج

تعنى المجلة بمشاريع تخرج الطلاب في كليات الهندسة والفنون الجميلة وتشجع المواهب الشابة وتدعمها.
- مقالات بالإنكليزية والفرنسية

## روابط خارجية
- الموقع الرسمي للمجلة نسخة محفوظة 6 أبريل 2009 على موقع واي باك مشين.